# Information et protection du consommateur
L'information et la protection du consommateur sont devenues nécessaires compte tenu de sa vulnérabilité face aux vendeurs professionnels. En France, elles font l'objet de mesures légales regroupées dans le code de la consommation. Des institutions destinées à sauvegarder sa santé, sa sécurité et ses intérêts économiques, et à lui donner les moyens de défendre ses droits et ses intérêts ont été mises en place.

## Vendeur
Le vendeur est dans l'obligation de fournir au consommateur, avant la conclusion du contrat, toutes informations utiles sur le bien, produit ou service : prix TTC, caractéristiques du produit, conditions de vente. Cette obligation générale d'information (article L111 du code de la consommation) peut être faite à l'aide de n'importe quel support (affiche, catalogue, internet).
Pour les technologies de l'information et de la communication, l'obligation d'information prend la forme d'un triple devoir :
- Devoir de renseignement,
- Devoir de mise en garde,
- Devoir de conseil.

## Publicité
Le consommateur est aussi protégé en matière de publicité. Sont sanctionnées pénalement : la publicité trompeuse (elle ne doit pas induire en erreur), la publicité mensongère (elle ne doit pas diffuser d'informations fausses). La publicité comparative est licite si elle porte sur des éléments objectifs et si elle est loyale. La publicité des produits présentant des risques pour la santé ou l'ordre public est interdite (tabac) ou réglementée (alcool, médicaments...)

## Réglementation
Les ventes réglementées sont la vente à domicile, à distance, à crédit. Le contrat est obligatoirement écrit. Le consommateur bénéficie d'un délai de 14 jours pour revenir sur son engagement sauf pour les crédits immobiliers et les soldes, ainsi que la vente sur le lieu de vente et dans le cadre d'un paiement comptant.

## Méthodes interdites
Les méthodes commerciales interdites sont le refus de vente, sauf pour la vente entre commerçant ou entre entreprises, la vente par lot, la vente à la boule de neige, la vente par envoi forcé, la vente liée, la vente avec prime, la vente à perte.
Les fraudes (falsification de produits, tromperie sur la marchandise) et l'abus de faiblesse à l'égard de certaines personnes constituent un délit.
Les clauses abusives procurant au vendeur un avantage excessif sont aussi interdites par la loi.

## Moyens de défense
La direction générale de la concurrence, de la consommation et de la répression des fraudes (DGCCRF)  contrôle le prix des produits. La commission de la sécurité des consommateurs émet des avis et propose des mesures permettant d'améliorer la prévention des risques en matière de sécurité des consommateurs. L'institut national de la consommation (INC) informe et conseille les consommateurs. Les organisations de consommateurs agissent en plus en justice si elles sont agréées. Le tribunal de grande instance peut prononcer la nullité ou la résolution du contrat, mettre en jeu la responsabilité du vendeur et ordonner des sanctions pénales.

## Projet de loi visant à renforcer les droits, la protection et l’information des consommateurs du1erjuin 2011
Le secrétaire d’État à la consommation a présenté, mercredi 1er juin 2011 en Conseil des ministres, un projet de loi visant à renforcer les droits, la protection et l’information des consommateurs. Ce projet touche des domaines très divers : pratiques contractuelles dans le secteur de la distribution alimentaire, hébergement collectif des personnes âgées, valorisation de l’origine des produits non alimentaires, concurrence dans le secteur de l’énergie et des télécommunications, information et protection du consommateur dans les domaines du commerce électronique et du transport de marchandises.
Concernant les réseaux de distribution alimentaire, contrairement à la logique qui prévaut dans la lutte contre les pratiques restrictives de concurrence (Titre IV du Livre IV du Code de commerce), le projet de loi examiné vise à rétablir plus de concurrence dans les zones de chalandise en adoptant une logique de marché. Il est ainsi établi que le niveau des prix pratiqués est plus faible et par conséquent plus favorable aux consommateurs lorsque de nombreuses enseignes concurrentes sont présentes sur une même zone de chalandise.
L’article L. 121-18 du Code de la consommation est modifié et vise à rendre plus accessibles les conditions contractuelles, générales ou particulières, applicables aux biens et services vendus à distance à partir de la page d’accueil du site internet ou sur tout support publicitaire. L’article L. 121-19 est également modifié en imposant, d’une part, l’information sur l’existence du droit de rétractation au moment de la confirmation écrite de la commande et, d’autre part, l’information sur l’existence de la garantie légale de conformité, sur le service après-vente et les garanties commerciales.
Dans le cadre de la lutte contre les courriers publicitaires non sollicités, le projet de loi modifie l’article L. 34-5 du Code des postes et des télécommunications afin de remplacer les sanctions pénales actuellement prévues par des sanctions administratives pouvant atteindre 15 000 euros et pouvant être prononcées sans délai par des agents de la DGCCRF lors de leurs contrôles.
Lorsque le professionnel ne procède pas au remboursement de la marchandise dans un délai maximal de trente jours suivant la résolution de la vente, l’article L. 121-20-1 du Code de la consommation est modifié de sorte qu’au-delà de trente jours, la somme à verser sera majorée des intérêts au double du taux d’intérêt légal.
Il est créé une nouvelle section dans le Code de la consommation portant sur les contrats de transport hors déménagement. L’article L. 121-97 donne au consommateur le droit de vérifier le bon état des objets qui lui sont livrés devant le transporteur. Si ce dernier ne permet pas au consommateur de procéder à cette vérification, le client disposera de dix jours pour protester sur l’état du bien livré.
L’article L. 121-20-3 est complété et supprime la possibilité pour le transporteur d’exercer une action directe en paiement de ses prestations à l’encontre du consommateur si le prix du transport n’a pas été réglé par le professionnel.
Le projet de loi complète l’article L. 113-3 du Code de la consommation, imposant au professionnel d’informer son client de l’existence et du contenu de la garantie légale de conformité des biens qu’il vend avant toute conclusion du contrat. Le projet de loi assure ensuite la mise en conformité des textes avec la directive sur les pratiques commerciales déloyales. Compte tenu de la spécificité de certains supports publicitaires et des conditions dans lesquelles les informations publicitaires sont diffusées, il sera tenu compte des contraintes techniques qui en découlent pour évaluer si des informations substantielles ont été omises par le professionnel et des mesures qu’il aura prises pour les mettre à disposition du consommateurs par d’autres moyens.